# Säby, Tranås kommun
Säby är en ort i Tranås kommun i Jönköpings län, kyrkby i Säby socken, som ligger söder om Tranås vid västra stranden av Säbysjön.
I byn ligger Säby kyrka. 
Vid återtåget under Rantzaus räd 1568 skedde en strid här då två svenskar blev tillfångatagna.